# Aéroport international de Monclova
Pour les articles homonymes, voir Venustiano Carranza (homonymie) et Carranza.
L'aéroport international Venustiano Carranza (espagnol : Aeropuerto Internacional Venustiano Carranza, code IATA : LOV • code OACI : MMMV • code DGAC M. : MOV), également connu sous le nom d'aéroport international de Monclova, est un aéroport international situé à Frontera, dans l'État de Coahuila, au Mexique. Il gère le trafic aérien national et international pour les zones métropolitaines de Monclova et Frontera. 
Il a traité 5 434 passagers en 2017 et 2 175 passagers en 2018. 
L’aéroport porte le nom du président mexicain Venustiano Carranza. 

## Voir également
- Liste des aéroports les plus fréquentés au Mexique